# Anurophorus lohi
Anurophorus lohi är en urinsektsart som beskrevs av Christiansen och Bellinger 1992. Anurophorus lohi ingår i släktet Anurophorus och familjen Isotomidae. Inga underarter finns listade i Catalogue of Life.